# Senjūrō Hayashi

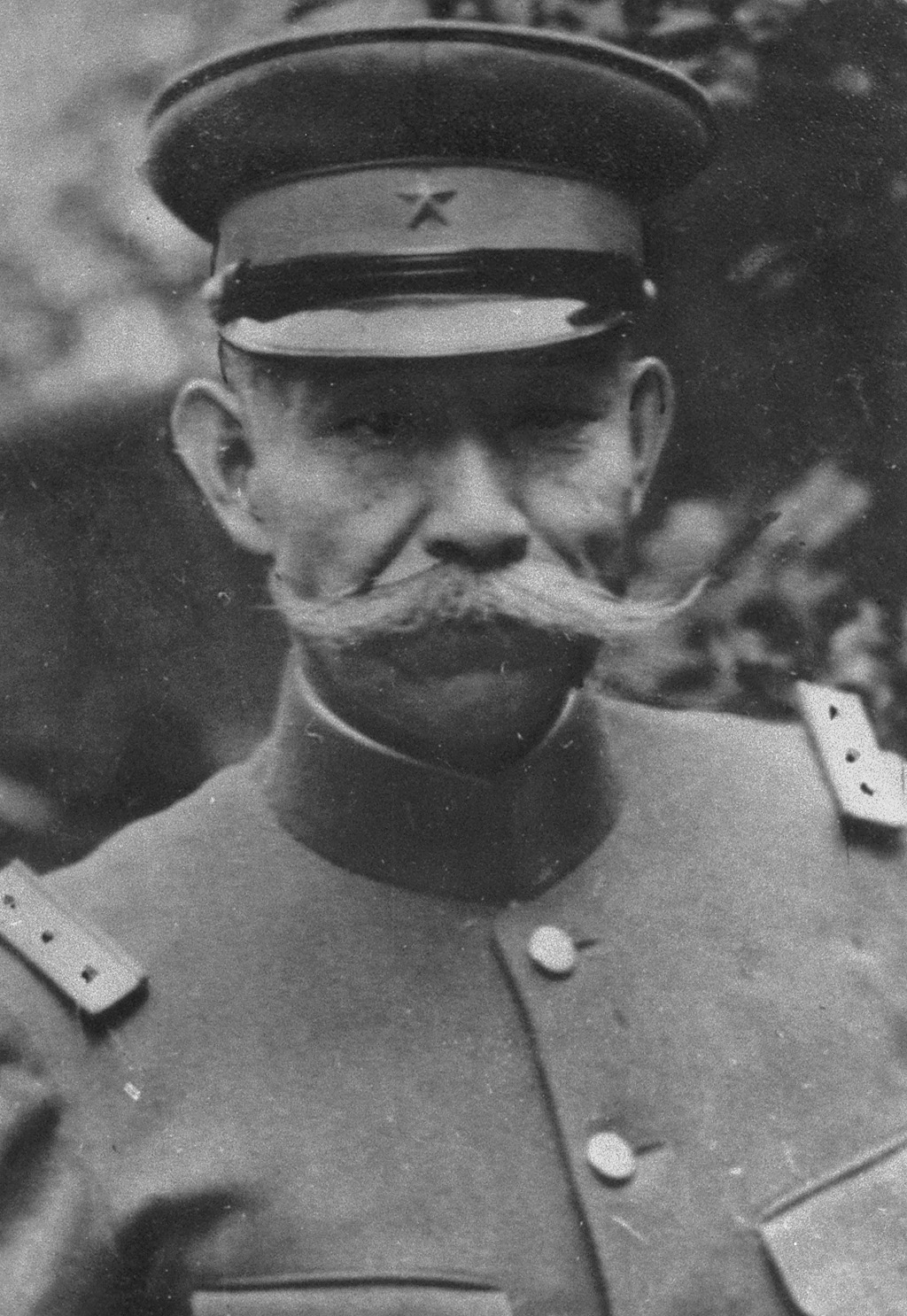
Senjūrō Hayashi en uniforme militaire.

Senjūrō Hayashi (林 銑十郎, Hayashi Senjūrō) (23 février 1876 - 4 février 1943) est un commandant de l'armée impériale japonaise et homme d'État qui est commandant de l'armée japonaise de Corée durant l'incident de Mukden et l'invasion de la Mandchourie et devient le 33e premier ministre du Japon, du 2 février au 4 juin 1937.

## Biographie
Issu d'une famille samouraï de la préfecture d'Ishikawa autrefois au service du domaine de Kaga, Hayashi quitte l'école en juillet 1894 pour s'enrôler dans l'armée au début de la première guerre sino-japonaise. Après ce conflit, il étudie à l'académie de l'armée impériale japonaise dont il sort diplômé en juin 1897 et est affecté à la 7e division. En 1903, il sort diplômé de l'école militaire impériale du Japon. Au début de la guerre russo-japonaise, il participe au siège de Port-Arthur.
Le premier commandement important de Hayashi est celui du 57e régiment d'infanterie de 1918 à 1920, suivi en 1921 par la direction du quartier-général de recherche technique et comme investigateur militaire par intérim. De 1921 à 1923, il dirige la classe préparatoire de l'académie de l'armée impériale japonaise avant d'être affecté à l'inspection générale de l'entraînement militaire. De 1923 à 1924, il est le représentant militaire japonais à la Société des Nations, puis est de nouveau attaché à l'inspection générale de l'entraînement militaire de 1924 à 1925.
En 1925, Hayashi devient commandant de la 2e brigade d'infanterie. En 1926, il est nommé commandant de la forteresse de la baie de Tokyo. En 1927, il devient le commandant de l'école militaire impériale, puis en 1928 vice-inspecteur général de l'entraînement militaire. Finalement, en 1929, il devient commandant de la garde impériale.
En 1930, le lieutenant-général Senjūrō Hayashi est fait commandant-en-chef de l'armée japonaise de Corée. Le lendemain de l'incident de Mukden, le 19 septembre, il ordonne à la 20e division de diviser ses forces pour former la 39e brigade mixte. Agissant sans l'autorisation de l'empereur Hirohito et du gouvernement central de Tokyo, il ordonne à la 39e brigade mixte de traverser le fleuve Yalou le même jour pour entrer en Mandchourie. Le gouvernement est forcé de céder face aux militaires et le déplacement de la 39e brigade mixte est autorisé le 22 septembre.
Après son passage en Corée, Hayashi devient inspecteur général de l'entraînement militaire et membre du conseil suprême de guerre de 1932 à 1934. En 1932, il est décoré de l'ordre du Trésor sacré (1re classe) et en 1934, il reçoit l'ordre du Soleil levant (1re classe). De 1934 à 1935, il est ministre de la Guerre puis de nouveau membre du Conseil suprême de guerre jusqu'à sa retraite l'année suivante.
En tant que ministre de la Guerre, Hayashi soutient le major-général Tetsuzan Nagata, le chef du bureau militaire et de la faction du contrôle qui obtient une victoire en 1935 quand le général Jinzaburō Masaki, l'un des chefs de la faction de la voie impériale est démis de son poste d'inspecteur général de l'entraînement militaire. Mais Nagata est assassiné le mois suivant lors de ce qu'on appelle l'« incident Aizawa ». La lutte entre les deux factions continuent sous la surface du gouvernement, et la guerre en Chine du Nord s'accélère jusqu'en février 1936.
Hayashi soutient également les doctrines de Fumimaro Konoe qui approuve la « fiction » de la démocratie, et le rôle de l'empereur avec un « groupe de conseillers », contre les militaristes radicaux de gauche tels que Kingoro Hashimoto, qui veulent l'instauration d'un shogunat militaire.
Hayashi est Premier ministre pendant une brève période de 4 mois en 1937. Plus tard, de 1940 à 1941, il est membre du conseil privé. Il subit une hémorragie intra-cérébrale en janvier 1943 et meurt à son domicile, à Fuchū, le 4 février, sans reprendre conscience. Il est décoré à titre posthume de l'ordre du Milan d'or (4e classe) et de l'ordre des fleurs de Paulownia. Sa tombe se trouve au cimetière de Tama.

## Distinctions
- Grand cordon de l'ordre du Trésor sacré (1932)
- Grand cordon de l'ordre du Soleil levant (1934)
- Grand cordon de l'ordre du Soleil levant avec des fleurs de Paulownia (1943, à titre posthume)